# Косуличи
Косу́личи — деревня в Шаблыкинском районе Орловской области России. Административный центр Косулического сельского поселения.

## География
Деревня находится на берегу реки Навля, на расстоянии 9 км к западу от посёлка городского типа Шаблыкино, административного центра района, и 71 км к западу от города Орёл, административного центра района.

### Часовой пояс
Деревня Косуличи, как и вся Орловская область, находится в часовой зоне МСК (московское время). Смещение применяемого времени относительно UTC составляет +3:00.

## История
В феврале 1664 года произошла битва при Косуличах между русским и польско-литовским войском.

## Население
| 2002 | 2010 |
| ---- | ---- |
| 195  | ↘192 |

### Национальный состав
Согласно результатам переписи 2002 года, в национальной структуре населения русские составляли 76 % из 195 чел.